# Solpugista
Solpugista es un género de arácnido  del orden Solifugae de la familia Solpugidae.

## Especies
Las especies de este género son:
- Solpugista bicolor
- Solpugista hastata
- Solpugista methueni
- Solpugista namibica